# Heteropogon lehri
Heteropogon lehri är en tvåvingeart som beskrevs av Richter 1968. Heteropogon lehri ingår i släktet Heteropogon och familjen rovflugor. Inga underarter finns listade i Catalogue of Life.